# Shōrei ryū
Shorei Ryu (昭霊流?, Shōrei ryū) è un termine che si riferisce al tipo di karate che si praticava nella zona di Naha a Okinawa. Shorei Ryu significa "lo stile di ispirazione" o "stile dello spirito illuminato". Si crede che il termine Shorei derivi dal Tempio Shaolin Shoreiji (o Tempio Shorei, detto anche Tempio Shaolin del Sud, o in cinese Nan Shàolín-sì 南少林寺, collocato secondo alcuni a Fujian, secondo altri sul monte Jiulian), difatti il nome del tempio in giapponese è Shorei-ji. Gli insegnamenti di questo tempio fornirono le basi per lo stile Naha-Te.
Shōrei ryū, oggi, ha due maggiori stili. Uno stile è chiamato Gōjū-ryū e fu fondato da Chōjun Miyagi (1888–1953) e l'altro chiamato Uechi-ryū, venne fondato da Kanbun Uechi (1877–1948).. C'è da dire però che anche lo Shito-Ryu fu influenzato anche dallo Shōrei ryū.